# Belle-Maison
Belle-Maison est un hameau de la commune belge de Marchin situé en Région wallonne dans la province de Liège.
Ce hameau faisait déjà partie de l'ancienne commune de Marchin. L'administration communale de Marchin se trouve à Belle-Maison.

## Situation
Belle-Maison se trouve sur un tige (crête) du Condroz dominant au nord la vallée du ri de Wappe et au sud celle du Lileau. Ces deux ruisseaux sont des affluents du Hoyoux. L'altitude sur la place avoisine les 250 m.
Cette localité condrusienne est en réalité la partie supérieure du village de Marchin-Centre qui est le plus important ensemble bâti de la commune. Il est en fait formé par la réunion de plusieurs hameaux ou lieux-dits (Fond de Fourneau, Fourneau, Les Dix Bonniers, Le Thier Boufflette et Belle-Maison). .

## Patrimoine
Le château de Belle-Maison est en réalité l'adjonction de deux châteaux. Le plus ancien datant du XVIIe siècle est une construction en carré bâtie en moellons de calcaire et de grès. Le plus récent est une construction en U bâtie entre 1726 et 1734 en brique rouge et pierre de taille claire. Il compte deux niveaux de neuf travées. Les remarquables stucs de plafonds de style rocaille sont signés Tomaso Vasalli (1734). Le château ainsi que le domaine arboré sont repris sur la liste du patrimoine immobilier classé de Marchin depuis 1980. Les décors intérieurs de la chapelle sont classés comme monument et site depuis le 16 octobre 1980 sur la liste du patrimoine immobilier exceptionnel de la Wallonie.

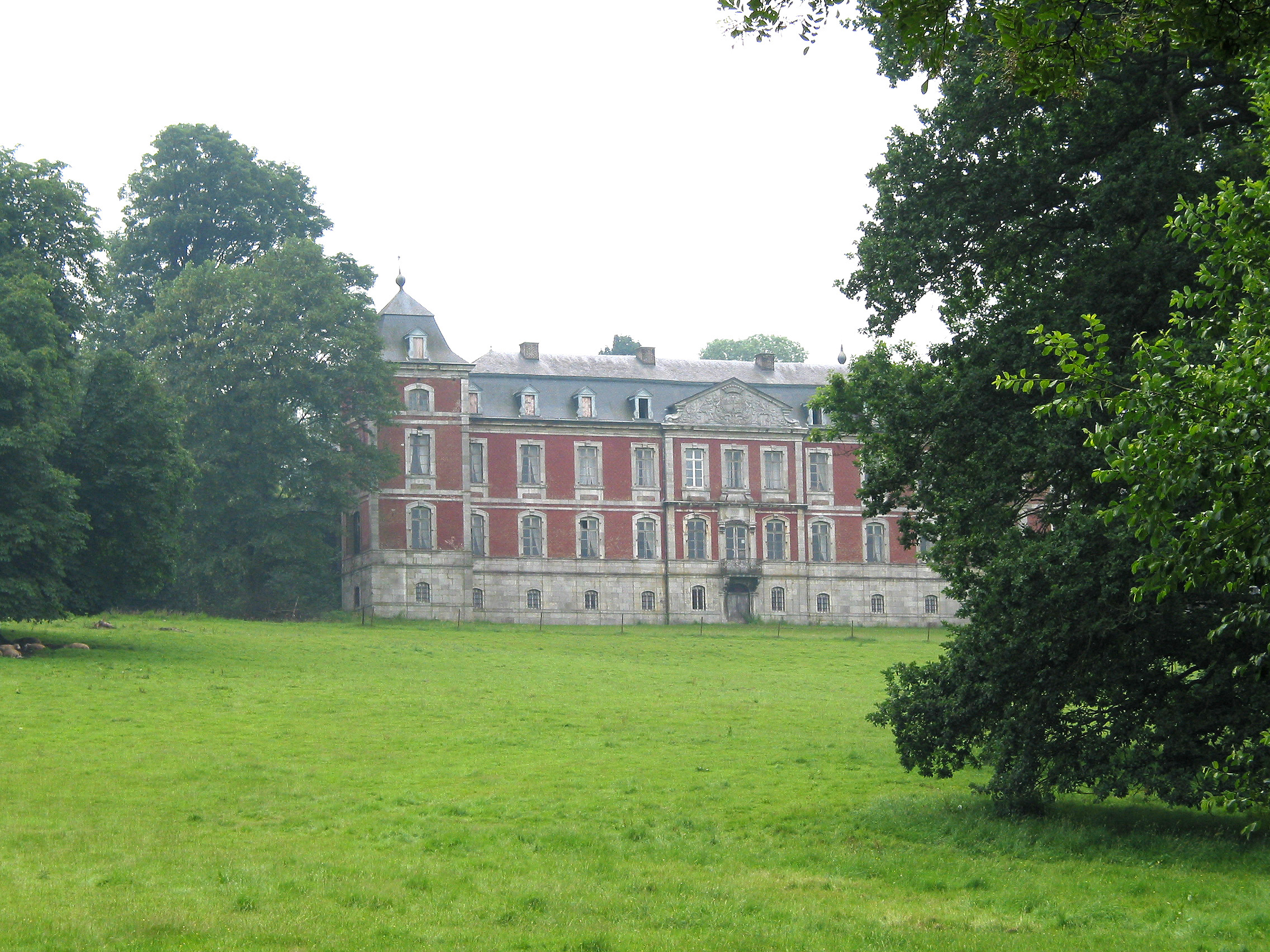
Le château de Belle-Maison

La place Belle-Maison est un important espace ouvert (pelouses et allées) en forme de trapèze rectangle d'une largeur de 80 m et d'une longueur maximale de 200 m.
Elle compte plusieurs constructions notoires : l'église Saint-Hubert de style néo-gothique datant du XIXe siècle, le kiosque et le monument aux morts se dressent au milieu de la place tandis que la bibliothèque publique, le hall des sports, l'école communale de Belle-Maison et l'administration communale de Marchin se trouvent en bordure de la place.